# 仁川小学生殺害事件
仁川小学生殺害事件（インチョンしょうがくせいさつがいじけん）は、2017年3月29日、高校を中退したA（16）が、遊び場で遊んでいた女児B（8）を仁川広域市延寿区東春洞にいる自分の家に誘拐して殺害した事件である。

## 事件
2017年、高校を中退したA（当時16歳）は公園で被害者の女児B（当時8歳）から「スマートフォンを貸してくれないか」と声をかけられた。Aは「充電が必要だから」と言い、被害者を自宅マンションに連れていき、充電器のケーブルで首を絞め、殺害した。その後、被害者の遺体を切断し、一部はゴミ捨て場に、一部はマンション屋上の貯水槽に遺棄し、一部はAが所持して出歩くなど、大胆な行動を見せる。夜遅くになっても帰宅しない被害者を心配して両親が警察に通報、警察は近所やエレベーターの監視カメラの映像からAを容疑者として特定、逮捕した。そして、取り調べの過程で共犯のC（当時満18歳）が浮上。犯行やアリバイ作りに関してAと交わしたSNS上のチャットの記録が決め手となり、逮捕に至った。Aは精神疾患による偶発的な犯行だったと主張したが、2人が緻密な計画を立てて殺害していたことが明らかになり、判決では主犯のAに「犯罪少年」の最高刑である懲役20年が、共犯のCには懲役13年が言い渡された。

## 裁判
仁川地裁は、2017年9月22日午後開かれた公判では、この事件の主犯A（17）に懲役20年を、共犯C（18）に無期懲役を言い渡した。
2018年4月30日、ソウル高等法院で開かれた控訴審では、Aは、1審と同じ懲役20年を宣告し、共犯者Cは、殺人幇助の疑いを認め、懲役13年を宣告した。